# Revista Contexto Tucumán
Revista Contexto Tucumán fue una publicación impresa semanal de la ciudad de San Miguel de Tucumán, Argentina, fundada el 20 de junio de 1997 por el escritor y politólogo Tomás Ezequiel Luciani.
Pasó a estar disponible exclusivamente a través de internet a partir del año 2010.

## Historia
El 20 de junio del año 1997 salió publicada la primera edición de la revista, la cual contenía entrevistas a políticos, empresarios y personalidades de la provincia. En ese momento la misma tenía un valor de dos pesos argentinos. 
Fue distribuida en toda el área metropolitana y principales ciudades de Tucumán a través de los quioscos de diarios, alcanzando una tirada semanal de 5.000 ejemplares.
Con la revolución digital de los medios, dejó de imprimirse en papel a partir de diciembre de 2010 y pasó a estar disponible únicamente de manera online.
En el año 2017 se firmó un acuerdo con la compañía española de plataformas Marfeel para maximizar la experiencia de los lectores en teléfonos inteligentes y tabletas gráficas. En 2020 el sitio recibió un promedio de dos millones de usuarios únicos por mes, ubicándolo como la web de noticias más visitada de Tucumán y el NOA.